# Лингвистична типология
Лингвистичната типология е подполе на лингвистиката, което изучава и класифицира езиците в зависимост от техните структурни и функционални характеристики. Целта ѝ е да опише и обясни общите свойства и структурното разнообразие на световните езици. Тя включва три поддисциплини: качествена типология, която се занимава с въпроса за сравняване на езиците и вариациите в тях, количествена типология, която се занимава с разпределението на структурните модели в световните езици и теоретична типология, която обяснява тези разпределения.

## Качествена типология
Качествената типология развива напречно езиково жизнеспособни понятия или видове, които предвиждат рамка за описание и сравнение на отделните езици. Няколко примера са дадени по-долу.

### Типологични системи

#### Подлог-глагол-допълнение
Един набор от видове отразява основния ред на подлог, глагол, и пряко допълнение в изречения:
- Подлог–глагол–допълнение
- Подлог–допълнение–глагол
- Глагол–подлог–допълнение
- Глагол–допълнение–подлог
- Допълнение–подлог–глагол
- Допълнение–глагол–подлог

Тези етикети обикновено се появяват съкратено "SVO" („ПГД“) и така нататък, и могат да бъдат наречени „типологии“ на езиците, за които се отнасят.

## Количествена типология
Количествената типология се занимава с разпределението и съвместното наличие на структурни модели на езиците в света.